# Benzoat de etil
Benzoat de etil C6H5COOC2H5 este un ester al etanolului cu greutate moleculară 150,17, lichid refringent, cu miros aromatic, punct de topire –34°; punct de fierbere 211–213°; e insolubil în apă; solubil în alcool, în cloroform, în eter: ∞. 
Se obține sintetic prin esterificarea acidului benzoic. E întrebuințat în parfumerie, în esențe artificiale. 

## Obținere
O metodă simplă și comună pentru obținerea benzoatului de etil la nivel de laborator este reacția de esterificare în mediu acid a acidului benzoic cu etanol și acid sulfuric pe post de catalizator: